# Патрік Чіньємба
Патрік Чіньємба (англ. Patrick Chinyemba; 3 січня 2001) — замбійський боксер, чемпіон Африканських ігор.

## Аматорська кар'єра
На Олімпійських іграх 2020 переміг Алекса Вінвуда (Австралія) і програв Галалу Яфаю (Велика Британія).
На Іграх Співдружності 2022 здобув дві перемоги, а у півфіналі програв Аміту Пангалу (Індія).
2023 року став чемпіоном Африканських ігор.
На чемпіонаті світу 2023 здобув три перемоги, а у чвертьфіналі програв Мартіну Моліна (Іспанія).